# راغودة الماساي
راغودة الماساي (الاسم العلمي: Rhagodes massaicus) هي نوع من العنكبوتيات تتبع جنس الراغودة من فصيلة الراغودات.